# Vratislav Eusebius von Pernstein
Vratislav Eusebius von Pernstein (auch Wratislaw Eusebius von Pernstein; tschechisch Vratislav Eusebius z Pernštejna; * 1594; † 26. Juli 1631 bei Tangermünde) war ein kaiserlicher Offizier im Dreißigjährigen Krieg. Er entstammte dem böhmisch-mährischen Adelsgeschlecht Pernstein, das mit Vratislav Eusebius Tod 1631 im Mannesstamm erlosch.

## Leben
Seine Eltern waren der Direktor der kaiserlichen Artillerie Johann V. von Pernstein (1561–1597) und Maria Manrique de Lara d. J. (1570–1636). Sie war eine Nichte von Johanns gleichnamiger Mutter Maria Manrique de Lara d. Ä. (1538–1608), und somit eine Cousine Johanns.
Beim Tod des Vaters, der 1597 im Türkenkrieg im ungarischen Raab den Tod fand, war Vratislav Eusebius erst drei Jahre alt. Seine zwei Jahre ältere Schwester hieß Anna, die jüngere Schwester hieß Frebonie und die jüngste Schwester Eva starb im Kindesalter. Da Vratislav Eusebius der einzige Sohn war, stand ihm das väterliche Erbe zu. Die Vormundschaft über ihn und seine Schwestern übte zunächst seine Mutter aus. Da jedoch eine testamentarische Verfügung zur Vormundschaft nicht bestand, wurde sie 1603 gerichtlich an Polyxena übertragen, die eine verwitwete Schwester von Vratislavs Eusebius Vater war. Trotzdem standen die Kinder weiterhin unter der Obhut ihrer Mutter. Als 1608 die Großmutter Maria d. Ä. verstarb, zahlte Polyxena die deren Töchtern zustehenden Anteile aus, mit denen die Herrschaft Leitomischl belastet war. Danach verwaltete sie Leitomischl als Vormund Vratislavs Eusebius. Da die Pernsteiner Leitomischl nur als Pfand besaßen, bestand nach dem Tod Maria d. Ä. die Gefahr, dass der böhmische Landesherr Kaiser Rudolf II. das Pfand einlösen und Vratislav Eusebius außer den Prager Pernstein-Palais keine Einnahmequellen haben würde. Möglicherweise durch den Einfluss seiner Mutter oder seiner Vormündin Polyxena am Prager Königshof blieb Leitomischl auch nach 1608 im pernsteinischen Besitz. Nachdem sich die verwitwete Mutter 1606 mit Bruno von Mansfeld verheiratet hatte, lebten Vratislav Eusebius und seine Schwestern vermutlich in Wien.
Konkrete Nachrichten über Vratislav Eusebius sind erstmals für das Jahr 1612 belegt. Der damals Achtzehnjährige besuchte Leitomischl und hielt sich dort drei Wochen auf. Damals veranlasste er, dass an die 200 Bilder aus der Schlossgalerie aus Leitomischl weggebracht wurden. Es soll ein Teil jener Gemälde gewesen sein, die heute als Sammlung Pernstein in der Galerie der Raudnitzer Lobkowitz-Galerie gezeigt werden.
Es ist nicht bekannt, ab wann Vratislav Eusebius eine militärische Ausbildung erhielt. Ab 1617 zahlte ihm seine Tante Polyxena eine monatliche Apanage, die in Wien ausgezahlt wurde. Es ist deshalb möglich, dass er dort der kaiserlichen Armee angehörte. Sein Militärdienst ist für das Jahr 1623 belegt, als er eine Kompanie des Grafen Biha befehligte. Obwohl er fast dreißig Jahre alt war, verwaltete nach wie vor Polyxena sein Vermögen. 1623 erwarb sie von ihm für 30.000 Dukaten das Pernstein-Palais auf der Prager Burg.
Als Rittmeister stand Vladislav Eusebius 1624 unter dem Befehl Wallensteins, für den er im Januar 1624 in Chrudim eine Kompanie übernehmen sollte. Mit ihr begab er sich im Februar nach Königgrätz, wo er einen möglichen Vorstoß der polnischen Armee abwarten sollte, die sich im Glatzer Kessel aufhielt. Im Herbst d. J. war er in Südböhmen, um seine Truppe mit einem kaiserlichen Heer zu verbinden, das in Deutschland gegen den dänischen König Christian IV. kämpfen sollte. Da er sich als Kriegsmann nicht um seine böhmischen Besitzungen kümmern konnte, wurden diese weiterhin von seiner Tante Polyxena verwaltet. Erst 1627 übernahm er die eigenständige Verwaltung seiner Besitzungen, die im Wesentlichen aus der Herrschaft Leitomischl und einigen Häusern in Prag bestanden. Kurz danach übertrug ihm Kaiser Ferdinand II. Leitomischl als erblichen Besitz. Der entsprechende Eintrag in die Landtafel erfolgte am 25. April 1629. Damit war der mögliche Verlust von Leitomischl, das 1567 sein Großvater Vratislav von Pernstein als Pfand erworben hatte, abgewendet. Ein Jahr später erwarb Vratislav Eusebius von Maximilian von Waldstein dessen Palais am Kleinseitner Ring auf der Prager Kleinseite. Die gelegentliche Angabe, Vratislav Eusebius wäre verarmt bzw. ohne jeden Besitz gewesen, stimmt deshalb nicht. Zudem veranlasste er in Leitomischl den Umbau der Schlossbrauerei, und in der Nähe der Stadt ließ er einen neuen Hof errichten, der als Pernstein-Hof bezeichnet wurde. 1629 bestätigte er der Stadt die bisherigen Privilegien, wobei die Bürger zugleich auf ihr Braurecht verzichten mussten.
Seinen militärischen Aufstieg und seine wirtschaftlich gesicherte Position konnte er nicht lange genießen. 1631 zog er mit seinen Truppen unter der Führung des Feldherrn Tilly nach Norddeutschland, wo sie auf die Schweden treffen sollten. Vratislav Eusebius wurde mit dem Auftrag, das Gebiet zu erkunden, vorausgeschickt. In der Nähe von Tangermünde soll er auf eine feindliche Staffel gestoßen sein, von der er am 26. Juli 1631 tödlich verwundet wurde. Vor dem Tod konnte er noch seinen letzten Willen mitteilen. Da er nicht verheiratet war und keine Nachkommen hinterließ, vererbte er seinen Besitz seiner Schwester Frebonie. Die damals ebenfalls noch lebende ältere Schwester Anna war Nonne geworden.
Mit dem Tod Vratislavs Eusebius erlosch das Geschlecht Pernstein 1631 im Mannesstamm.